# Jovair Arantes
Jovair de Oliveira Arantes (Buriti Alegre, 4 de junio de 1951) es un político brasileño.
Cirujano dentista formado por la Facultad de Odontología João Prudente de Anápolis, actual UniEvangélica , inició su vida pública al se filiar al PMDB en 1983, siendo elegido en 1988 concejal por Goiânia. En 1989 fue uno de los fundadores del PSDB en Goiás.
En 1990 se eligió diputado provincial y, dos años después, se eligió vicealcalde de Goiânia, en la chapa encabezada por el petista Darci Accorsi. Renunció al cargo para candidatearse (y elegirse) a la diputado federal, en 1994. Sería reelegido por cuatro veces más seguidas.
En 2003 se retiró del PSDB, filiando-si al PTB, partido por el cual Jovair Arantes se credenciou como líder en el Congreso Nacional por varias veces.
Jovair Arantes es consejero y ya fue dirigente del Atlético Goianiense.